# Tabira (ort)
Tabira är en ort i Brasilien.   Den ligger i kommunen Tabira och delstaten Pernambuco, i den östra delen av landet, 1 500 km nordost om huvudstaden Brasília. Tabira ligger 571 meter över havet och antalet invånare är 16 926.
Terrängen runt Tabira är platt. Det finns inga andra samhällen i närheten.
Omgivningarna runt Tabira är huvudsakligen savann. Runt Tabira är det ganska tätbefolkat, med 56 invånare per kvadratkilometer.